# Universidad Estatal de Economía de Odesa
La Universidad Económica Estatal de Odesa fue fundada en 1921 y es una de las principales escuelas económicas de Ucrania. La Universidad tiene el IV (el más alto) nivel de acreditación académica estatal en Ucrania y se somete al Ministerio de la Enseñanza del país. Tiene el derecho de otorgar los títulos de Grado, de Master y Doctorado. El personal académico es más de 400 profesores, entre ellos 216 doctores y 32 doctores habilitados. El cuerpo de estudiantes lo forman cerca de 8000 personas. La Universidad Económica Estatal tiene 10 Facultades que se encuentran en 6 edificios en la parte central de la ciudad de Odesa. Desde 1971 la Universidad Económica Estatal (Narjoz) de Odesa gradúa a los estudiantes extranjeros. 

## Facultades
| - Facultad de Finanzas - Facultad de Economía Empresarial - Facultad de Gestión Bancaria - Facultad de Contabilidad - Facultad de Economía Internacional | - Facultad de Estudios a Distancia - Facultad de Estudios Vespertinos - Facultad Preparatoria - Facultad de Superación Profesional - Facultad de Readaptación Profesional |

## Alumnados notables
| - Larisa Bakurova, actriz y modelo - Leonid Baranowski, futbolista profesional | - Olga Stefanishina, jurista y funcionaria - Tatiana Turanskaya, primera ministra de Transnistria |